# Imaculada (kommun)
Imaculada är en kommun i Brasilien.   Den ligger i delstaten Paraíba, i den östra delen av landet, 1 500 km nordost om huvudstaden Brasília. Antalet invånare är 11 352.
Följande samhällen finns i Imaculada:
- Imaculada

Omgivningarna runt Imaculada är huvudsakligen savann. Runt Imaculada är det ganska glesbefolkat, med 27 invånare per kvadratkilometer.